# Leontin Ghergariu

Schiţa lui L. Ghergariu a turnului de la Biserica de lemn din Bocșa

Leontin Ghergariu (n. 1897, Nădlac — d. 1980, Zalău) a fost un scriitor, ziarist și profesor din România. 
După plecarea lui Nicodim Cristea și, după un scurt interimat, al lui Ioan Ossian, conducerea Asociației Transilvane pentru Literatura Română și Cultura Poporului Român din Sălaj a fost preluată de Leontin Gherghariu, directorul liceului de stat din Zalău, care a rămas în funcție până în 1940. În această perioadă și sub îndrumarea lui au fost organizate despărțămintele de plasă, au fost înființate gazetele Meseșul și Gazeta Sălajului sau Țara Silvaniei, a fost inaugurată o casă de cultură la Zalău pe care a dotat-o cu o bibliotecă, sală de lectură, ziare și reviste. Lui Leontin Ghergariu i se datorează și un început al muzeului în Zalău. Leontin Ghergariu a avut colaboratori precum: Grațian C. Mărcuș, Al. Pop, I. Loliciu, V. și E. Gavriș, I. Almași, Vasile Breban, I. Danciu, V. Albu. 
În 1937 Leontin Ghergariu și Coriolan Petranu au cercetat știintific biserica de lemn din Bocșa ce urma să fie dărâmată, începând cu 31 mai 1937. Biserica era deja închisă de o jumătate de an, deoarece exista pericolul prăbușirii.

## Onoruri
- Strada Leontin Ghergariu din Zalău

## Cărți
- „Biserici de lemn din Sălaj” - manuscris în Arhivele Naționale din Zalău, colecția personală Leontin Ghergariu (actul 11 din 1976)